# Белецкий, Антон Федосеевич
Антон Федосеевич Белецкий (1908, Киев, Российская империя — 1978) — советский лётчик, организатор военного лётного образования; полковник ВВС СССР. Участник Великой Отечественной войны. Начальник 3 авиашколы первоначального обучения в Ибресях, Чувашская АССР (с 1943). Летал с ампутированной ступнёй; наставник Героев Советского Союза А. Маресьева и А. Винокурова.

## Биография
Родился в Киеве в 1908 году. В различных документах указывается то русским, то украинцем. В РККА с 5 ноября 1930 года. В 1931 году Белецкий вступил в ВКП(б). С 1933 года на летной работе. Сначала работал инструктором-лётчиком. Заместитель по лётной подготовке начальника Харьковской военной авиашколы стрелков-бомбардиров (ХВАШСБ).
С июля 1941 года участвует в Великой Отечественной войне.
Однажды начальник Харьковской авиашколы, герой войны в Испании, полковник Белоконь, вместе со своим заместителем по летной подготовке майором Белецким, на двух истребителях «чайках» принудили немецкий «хеншель» к посадке на аэродром. Из самолёта вытащили немецкого летчика. У него на мундире висели два Железных креста. Все сбежались посмотреть на этого аса. Пленного привели к Белоконю и тот, через переводчика, спросил немца: за что получены ордена? Летчик ткнул пальцем — «Этот за Испанию, а этот за Францию». Тогда Белоконь распахнул свой кожаный реглан и, показывая на свои три ордена, сказал — «А это у меня за Испанию!». Здесь Белецкий служил с такими летчиками как капитан Ворожейкин, майор Василяка и сержант Кожедуб.
В дальнейшем полковник Антон Федотович Белецкий командовал 567-м штурмовым авиационным полком на Ил-2. При выполнении боевой штурмовки вражеских позиций его самолёт был подбит. Раненным, истекая кровью, Белецкий вернулся на аэродром, посадил самолёт. Однако, при вынужденной посадке в поле самолёт скапотировал, при разрушении фюзеляжа бронированного «илюшина» Белецкому зажало ноги. Летчика спасли, но правую ногу ампутировали в госпитале. Пережив ампутацию ноги, полковник Белецкий продолжал летать на УТ-2.
С 1943 года Белецкий помощник начальника, а с декабря 1943 года — начальник школы тренировочного обучения в Ибресях. Ходил на протезе, проработал в этой школе около четырёх лет. Именно Белецкий принял зачетный полет Алексея Маресьева. Перебазировал школу в город Сасово, Рязанской области.
После возвращения в боевой строй без ноги в годы войны и после её окончания налетал 900 часов. В 1946—1950 гг. служил в должности заместителя начальника Чугуевского авиаучилища лётчиков им. С. И. Грицевца, продолжая лётную работу, обучая курсантов.
Владимир Калиниченко пишет: «Донбассовец, живший в Мариуполе, командир полка штурмовиков Антон Белецкий весной 1942 года был тяжело ранен, перенес несколько операций, остался без ноги. Но уже через год упорных тренировок снова сел за штурвал боевой машины…»
Был наставником Героя СССР Александра Архиповича Винокурова.
Был дважды женат, после его смерти жена состояла в переписке со школьниками Ибресей, которые изучали историю Ибресинской лётной школы.

## Награды
- Орден Красного Знамени (25.03.1944)
- Орден Красного Знамени (15.11.1950)
- Орден Красной Звезды (06.11.1945)
- Орден Отечественной войны II степени (22.06.1945)
- Медаль «За боевые заслуги» (03.11.1944)
- Медаль «За победу над Германией в Великой Отечественной войне 1941—1945 гг.» (09.05.1945)